# سجن طوكيو المركزي

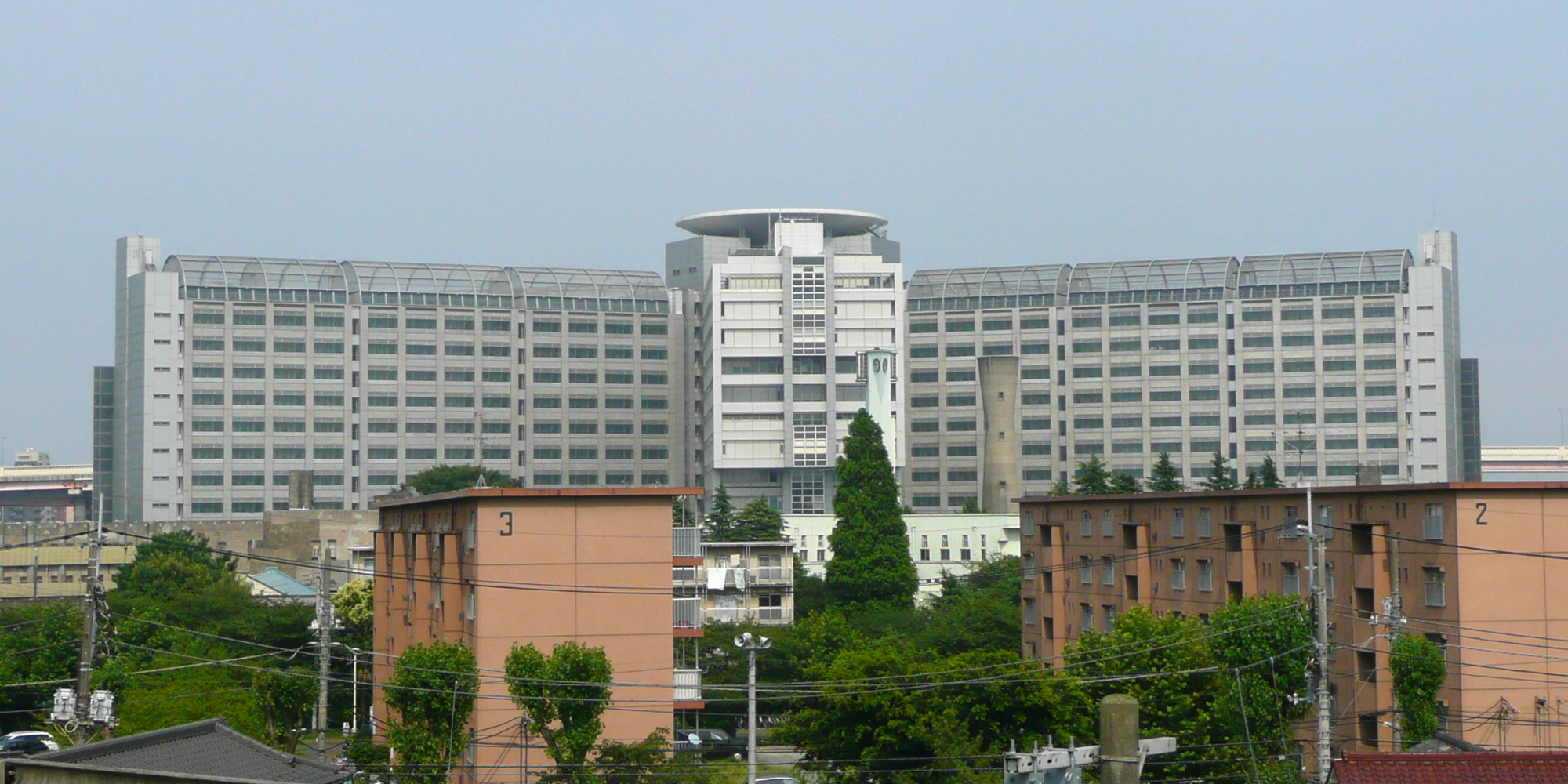
سجن طوكيو المركزي

سجن طوكيو المركزي مؤسسة إصلاحية تقع في كاتسوشيكا في طوكيو. تدار هذه المؤسسة من قبل وزارة العدل وتعتبر جزءًا من النظام العقابي في اليابان. أحد غرف الإعدام تقع في هذه البناية حيث الإعدام يكون شنقًا. لغرفة الشنق غرفة سفلية يسقط فيها المجرمون بعد الشنق ليُتأكد من وفاتهم. يعرض على المجرمين قبل تنفيذ الحكم تمثال لأميدا نيوراي (أميتابها) وهو إله بوذي. غرفة الإعدام مقسمة إلى قسمين تسع مساحة كل قسم منهما لخمسة عشر فراشًا تاتاميًا.

## فيروس كورونا
في 11 أبريل 2020، أعلنت وزارة العدل أن متهمًا في الستينيات من عمره كان محتجزًا في مركز احتجاز طوكيو مصابًا بالفيروس التاجي الجديد. هذه هي المرة الأولى التي يتم فيها تأكيد إصابة في معتقل في منشأة إصلاحية 

## سجناء شهيرون
- كاكويه تاناكا[5]
- كارلوس غصن